# Ніа Вардалос
Антонія (Ніа) Евгенія Вардалос (англ. Antonia Eugenia 'Nia' Vardalos, грец. Αντωνία Ευγενία Βαρντάλος; нар. 24 вересня 1962, Вінніпег) — американо-канадська акторка, сценаристка та продюсерка грецького походження. Номінантка на премію "Оскар" (2003) за сценарій фільму "Моє велике грецьке весілля".

## Біографія
Народилася 24 вересня 1962 в Вінніпег, Канада.
Батько актриси — емігрант з Калаврити. Ніа Вардалос стала знаменитою після виконання головної ролі у фільмі «Моє велике грецьке весілля», для якого вона написала автобіографічний сценарій. У 2003 році за цей фільм Вардалос номінувалася на «Оскар» за найкращий оригінальний сценарій. Того ж року Ніа Вардалос також зіграла головну роль в комедійному телесеріалі за цим же сценарієм «Моє велике грецьке життя», проте він не мав успіху і був закритий після випуску кількох епізодів. У комедії «Конні і Карла» (2004), також знімалася за власним сценарієм, зіграла одну з головних ролей разом з Тоні Коллетт.
З 1993 року одружена з актором Іеном Гомесом, який до весілля перейшов у православ'я.

## Фільмографія

### Актриса
- 1996 Досвід необов'язковий (No Experience Necessary) — Шейла
- 1997 Чоловік шукає жінку (Men Seeking Women) — Іріс
- 1999 Містер Зачарування (Meet Prince Charming) — Дженніфер
- 2002 Моє велике грецьке весілля (My Big Fat Greek Wedding) — Тула Портокалос (також сценарист)
- 2004 Конні і Карла (Connie and Carla) — Конні
- 2009 Моє велике грецьке літо (My Life in Ruins) — Георгія
- 2009 Ненавиджу Валентинів День (I Hate Valentine's Day) — Женівєва (також сценарист та продюсер)
- 2010 Пустелі мавп (A Wilderness of Monkeys)
- 2012 Розмови про місто (Talk of the Town)
- 2016 Моє велике грецьке весілля 2 (My Big Fat Greek Wedding 2) — Тула Портокалос
- 2023 Моє велике грецьке весілля 3 (My Big Fat Greek Wedding 3) - Тула

### Сценарист
- 2002 Моє велике грецьке весілля (My Big Fat Greek Wedding)
- 2003 Моє велике грецьке життя (My Big Fat Greek Life)
- 2009 Ненавиджу Валентинів День (I Hate Valentine's Day) (також продюсер)
- 2011 Ларрі Краун (Larry Crowne)
- 2016 Моє велике грецьке весілля 2 (My Big Fat Greek Wedding 2)
- 2023 Моє велике грецьке весілля 3 (My Big Fat Greek Wedding 3)

### Режисерка
- 2023 Моє велике грецьке весілля 3 (My Big Fat Greek Wedding 3)